# Hyloscirtus jahni
Espèce
Synonymes
- Hyla jahni Rivero, 1961

Statut de conservation UICN

 NT  : Quasi menacé
Hyloscirtus jahni est une espèce d'amphibiens de la famille des Hylidae.

## Répartition
Cette espèce est endémique du Venezuela. Elle se rencontre entre 1 000 et 3 000 m d'altitude dans les Andes de Mérida, dans les États de Mérida et de Trujillo.

## Étymologie
Cette espèce est nommée en l'honneur d'Alfredo Jahn Hartmann (1867-1940).

## Publication originale
- Rivero, 1961 : Salientia of Venezuela. Bulletin of the Museum of Comparative Zoology, vol. 126, p. 1-207 (texte intégral).